# Шмиргел
 Тази статия е за скалата.  За скулптора и художник Николай Владов вижте Шмиргела.  
Шмѝргел – зърнеста метаморфна или магмена скала съдържаща предимно корунд и примеси от някои други оксиди – магнетит, хематит, шпинел, кварц и др. В миналото се е използвал често като абразив, но днес е изместен от синтетичен корунд и силициев карбид, които са едновременно по-твърди и производството им става все по-евтино. От името на тази скала произлиза и наименованието на инструмента за абразивна обработка – шмиргел.